# 카라반첼역
카라반첼역(스페인어: Carabanchel)은 마드리드 지하철 5호선의 역이다. 마드리드 카라반첼 구의 에헤르시토 로터리 지하에 위치해 있다. 요금구역상으로는 A구역에 속한다.

## 역사
역 자체는 1961년 2월 4일 카라반첼과 스페인 광장을 잇는 카라반첼-차마르틴 FC 교외선이 개통되면서 처음 영업에 들어갔다. 이 노선은 현재 지하철 10호선과 5호선의 일부로 편입되어 있다. 이후 1968년 6월 5일 5호선의 카야오 - 카라반첼 구간이 연장되었고, 한동안 5호선의 시종착역 역할을 하였다.
1980년까지만 하더라도 교외선 역과 지하철역은 별개의 요금으로 따로 운영되었다. 그러면서도 각 승강장을 잇는 중앙 승강장의 개찰구를 거쳐 서로 환승이 가능하였다. 1976년 10월 29일에는 알루체-모스톨레스 철도 (현 세르카니아스 C5호선)가 개통됨에 따라 5호선과 FC 교외선의 종점도 알루체 역으로 확대되면서, 중앙 승강장도 더 이상 사용되지 않게 되었다. 1981년 12월 17일에는 10호선이 알론소 마르티네스 역까지 연장되며 FC 교외선을 편입시키면서 역사 속으로 사라졌다.
1998년에는 에우헤니아 데 몬티호 역을 신설하는 공사가 진행되면서 각 열차가 이곳까지만 운행하게 되었고 다시 한번 시종착역이 되었다. 공사는 1999년에 마무리되었다. 2004년부터 2005년까지는 승강장 천장과 벽면을 비트렉스 패널로 교체하는 공사를 거쳤다.

## 환승 정보
역 주변에 시내버스 정류장이 다섯 곳 있다. 시외버스 정류장도 두 곳 있다.
버스
- 시내버스
  - 17, 36번 노선 (주간)
  - N17, N26번 노선 (야간)
- 시외버스
  - 481, 486번 노선 (주간)

지하철
| 마드리드 지하철                    | 마드리드 지하철       | 마드리드 지하철                   |
| ---------------------------------- | --------------------- | --------------------------------- |
| 비스타 알레그레 알라메다 데 오수나 | 마드리드 지하철 5호선 | 에우헤니아 데 몬티호 카사 데 캄포 |